# Alchemilla stellaris
Alchemilla stellaris es una especie de planta del género Alchemilla, perteneciente a la familia Rosaceae.

## Taxonomía
Alchemilla stellaris fue descrita por Serguéi Yuzepchuk en 1933.

## Distribución
Se encuentra en el territorio centro, este y norte de la parte europea de Rusia.